# Alessandro Famularo
Alessandro Famularo (Caracas, 11 februari 2003) is een Venezolaans autocoureur.

## Carrière
Famularo begon zijn autosportcarrière in het karting op vierjarige leeftijd. In 2017 en 2018 was hij coureur bij het fabrieksteam van Birel ART. In 2018 stapte hij over naar het formuleracing en kwam uit voor het team Bhaitech in het Italiaanse Formule 4-kampioenschap, waarin hij de teamgenoot was van onder meer zijn tweelingbroer Anthony. Hij kende een moeilijk seizoen waarin hij enkel tot scoren kwam met twee achtste plaatsen op het Autodromo Vallelunga en het Circuit Mugello. Met 8 punten eindigde hij op plaats 21 in het klassement.
In 2019 stapte Famularo binnen de Formule 4 over naar het Prema Powerteam, voor wie hij deelnam aan zowel het Italiaanse als het ADAC Formule 4-kampioenschap. In de seizoensopener in Italië op Vallelunga behaalde hij direct zijn eerste podiumplaats, maar dit zou in deze klasse zijn enige top 3-finish van het seizoen blijken. Met 54 punten werd hij twaalfde in de eindstand. In de ADAC Formule 4 behaalde hij zijn eerste overwinning op het Circuit Zandvoort. In deze klasse nam hij geen deel aan de laatste drie raceweekenden, waardoor hij met 49 punten vijftiende werd in het klassement.
In 2020 stapte Famularo over naar het Formula Regional European Championship, waarin hij uitkwam voor Van Amersfoort Racing. Hij miste de eerste twee raceweekenden vanwege persoonlijke problemen en debuteerde tijdens het derde weekend op de Red Bull Ring. Hij behaalde hier direct zijn beste resultaat met een vierde plaats. Na drie weekenden verliet hij het kampioenschap echter weer. Met 73 punten werd hij elfde in de eindstand. In 2021 keerde hij kortstondig terug in deze klasse bij het team G4 Racing. Hij nam deel aan drie raceweekenden op het Circuit de Barcelona-Catalunya, het Circuit de Monaco en het Circuit Paul Ricard, waarin twee achttiende plaatsen zijn beste resultaten waren. Hierdoor eindigde hij puntloos op plaats 32 in het kampioenschap.
In 2022 debuteerde Famularo in het FIA Formule 3-kampioenschap tijdens het laatste raceweekend op het Autodromo Nazionale Monza bij het team Charouz Racing System als vervanger van David Schumacher, die op dat moment verplichtingen had in de DTM. Hij finishte beide races op plaats 23 en scoorde zodoende geen kampioenschapspunten.